# 綦汝楫
綦汝楫，字松友，號胶崖。山東高密縣人，清朝政治人物、同進士出身。

## 生平
順治十二年（1655年）乙未科進士，授翰林院編修，历官内弘文院学士。有《四友堂诗》。